# 白鋼 (嘉靖進士)
白鋼（1495年—1540年），一作白纲，字世坚，號南涂，陕西仪卫司校籍山西榆次县人，明朝進士、官员。

## 生平
生于弘治八年乙卯九月二十六日。正德十一年（1516年）丙子科陕西鄉試舉人，曾任河南新鄭縣儒學教諭，主考嘉靖四年乙酉科山東鄉試。嘉靖五年（1526年）丙戌科第三甲第123名進士，六年任河南汝阳县知县。擢户部主事。卒于嘉靖十九年庚子七月六日。